# Париж, щата Тексас
„Париж, щата Тексас“ (на английски: Paris, Texas) е западногерманско-френска филмова драма от 1984 година, режисирана от Вим Вендерс, с участието на Хари Дийн Стонтън и Настася Кински. Музиката към филма е композирана от американския китарист Рай Кудър. Филмът е копродукция между френски и германски филмови компании но е заснет почти изцяло в САЩ. Париж, щата Тексас прави фурор при премиерата си на фестивала в Кан, печелейки „Златна палма“.

## Сюжет
Произведението разказва историята на Травис (Стонтън) – мъж на средна възраст, който мистериозно изчезва в продължение на 4 години, за да се появи също така неочаквано. Брат му се опитва да го върне към реалния живот, но той има собствена цел – да събере сина си Хънтър с майка му Джейн (Кински).

## В ролите
| Актьор            | Роля                         |
| ----------------- | ---------------------------- |
| Хари Дийн Стонтън | Травис Хендерсън             |
| Настася Кински    | Джейн Хендерсън              |
| Сам Бери          | служител на бензиностанцията |
| Бърнард Вики      | д-р Улмър                    |
| Дийн Стокуел      | Уолт Хендерсън               |
| Орор Клеман       | Ан Хендерсън                 |
| Хънтър Карсън     | Хънтър Хендерсън             |
| Джон Лури         | Слейтър                      |

## Влияния
- Ирландската рок група Ю2 посочва „Париж, щата Тексас“, като основно влияние при създаването на класическия им албум The Joshua Tree.[1]
- Шотландските рок групи Травис и Тексас вземат имената си точно от този филм.[2][3]
- Култовата гръндж икона Кърт Кобейн твърдял, че това е най-любимият му филм за всички времена.

## Награди и Номинации
| Награди                 | Награди                      | Награди     | Награди                |
| Награда                 | Категория                    | Име         | Резултат               |
| ----------------------- | ---------------------------- | ----------- | ---------------------- |
| Награди БАФТА           | Най-добър режисьор           | Вим Вендерс | награда                |
| Награди БАФТА           | Най-добър филм               |             | номинация              |
| Награди БАФТА           | Най-добра музика към филм    | Рай Кудър   | номинация              |
| Награди БАФТА           | Най-добър адаптиран сценарий | Сам Шепърд  | номинация              |
| Награди ФФ Кан          | Най-добър филм               |             | награда „Златна палма“ |
| Награди ФФ Кан          | ФИПРЕСИ (FIPRESCI) Приз      |             | награда                |
| Награди ФФ Кан          | Приз на общоцърковното жури  |             | награда                |
| Награди „Златен глобус“ | Най-добър чуждестранен филм  |             | номинация              |
| Награди „Сезар“         | Най-добър чуждестранен филм  |             | номинация              |